# Convention sur la pollution atmosphérique transfrontière à longue distance
La Convention sur la pollution atmosphérique transfrontière à longue distance (CPATLD) ou Convention on long-range transboundary air pollution (CLRTAP) pour les anglophones ;  est une convention internationale (écrite en anglais, français et russe), ouverte sous l'égide l'Organisation des Nations unies le 17 novembre 1979 à la signature :
- des États membres de la Commission économique pour l'Europe (CEE-ONU) ;
- des États jouissant du statut consultatif auprès de cette Commission ;
- des organisations d'intégration économique régionale constituées par des États souverains membres de la Commission économique pour l'Europe et ayant compétence pour négocier, conclure et appliquer des accords internationaux dans les matières couvertes par la présente convention, à l'Office des Nations unies à Genève.

Elle porte sur toutes les formes de pollution atmosphérique « dont la source physique est comprise totalement ou en partie dans une zone soumise à la juridiction nationale d'un État et qui exerce des effets dommageables dans une zone soumise à la juridiction d'un autre État à une distance telle qu'il n'est généralement pas possible de distinguer les apports des sources individuelles ou groupes de sources d'émission », mais ne « contient pas de disposition concernant la responsabilité des États en matière de dommages »[réf. souhaitée].

## Origine
Cette convention CPATLD fait suite aux constats scientifiques faits dans les années 1960 et 1970 d'impacts distants d'émissions polluantes, acides notamment, à la Conférence des Nations Unies à Stockholm (1972) qui a lancé la coopération internationale contre l'acidification de l'air, des sols, des eaux et des pluies. 
Elle reconnait le besoin de transparence, de communication entre États et de coopération.

## Histoire
La convention a été ouverte en 1979 à l'occasion de la réunion, dans le cadre de la Commission économique pour l'Europe, sur la protection de l'environnement.
Adoptée par 34 pays (nombre aujourd'hui porté à 46), dont les pays de l'Europe de l'est d'alors et la Communauté européenne et les États-Unis et le Canada à l’Ouest, c'est-à-dire une grande partie des pays les plus polluants de l'époque, elle a été l'un des premiers outils de connaissance partagée et d'action concertée pour la protection de l'air et de l'environnement. Bien avant le GIEC elle met en place une dynamique internationale liant des scientifiques et des décideurs politiques ou industriels et sans aller jusqu'à avancer un principe pollueur-payeur, elle a précédé d'autres systèmes d'action où chaque pays est invité à contribuer en fonction du poids de sa responsabilité dans les émissions.
La convention initiale ciblait explicitement en toute première priorité le dioxyde de soufre notamment responsable du phénomène dit pluies acides avec d'importants effets différés (dans l'espace et dans le temps) des émissions de pollution. Elle a ensuite, via la négociation de différents « protocoles », ciblé la pollution azotée et ses conséquences en matière d'eutrophisation puis les polluants photo-chimiques (ozone troposphérique, notamment) et leurs précurseurs, ainsi que les polluants organiques persistants (POP) et métaux lourds.
Cette convention CPATLD est entrée en vigueur neuf ans après sa signature le 28 janvier 1988, soit « le quatre-vingt-dixième jour à compter de la date de dépôt du vingt-quatrième instrument de ratification, d'acceptation, d'approbation ou d'adhésion »[réf. souhaitée]. C'est elle qui a par exemple permis la réduction de plus d'un tiers des émissions de dioxyde de soufre en Europe alors que le phénomène dit des pluies acides commençait à prendre une ampleur préoccupante. 
Elle a ainsi posé les bases d'une sorte d'observatoire de l'environnement appuyé sur un inventaire permanent des émissions de polluants et/ou des "cadastres d'émissions" regroupés à l'échelle du territoire couvert par la convention, ce qui suppose dans chaque État membre un double système de déclaration et de contrôle, mis en cohérence générale par un « programme concerté de surveillance continue de l'environnement », lequel coordonne le travail de cartographie générale sur la base de « grilles territoriales de dimensions convenues (../..) et selon une périodicité à convenir » et avec des méthodes et modèles « rendus disponibles et passés en revue périodiquement aux fins d'amélioration ». Le programme Corinair de la Commission européenne en est par exemple issu ou inspiré.
Certains pays comme le Canada ont travaillé avec des « consultations » ouvertes sur certains polluants (POP), dont par exemple le pentachlorophénol (PCP), la trifluraline, l’endosulfan, le dicofol et l’hexabromocyclododécane (HBCD).

## Contenu
Dans ce cadre :
« chaque Partie contractante s'engage à élaborer les meilleures politiques et stratégies, y compris des systèmes de gestion de la qualité de l'air et, dans le cadre de ces systèmes, des mesures de contrôle qui soient compatibles avec un développement équilibré, en recourant notamment à la meilleure technologie disponible et économiquement applicable et à des techniques produisant peu ou pas de déchets »
L'article 3 engage les parties à engager des politiques et stratégies de diminution - « dans toute la mesure du possible » - des rejets de polluants atmosphériques « qui peuvent avoir des effets dommageables »: 
les moyens sont :
- échanger des informations, scientifiques notamment et sur les émissions de polluants, avec tant que possible « des méthodes de surveillance comparables ou normalisées » et en donnant recherchant et donnant « des données météorologiques et physico-chimiques relatives aux phénomènes survenant pendant le transport » ;
- se consulter sur leurs politiques, y compris à propos de possibles nouvelles émissions « du fait d'activités (../..)envisagées » ;
- soutenir la recherche et la surveillance via des « de stations de surveillance continue » chaque pays étant responsable de la collecte de donnée sur son territoire et de la diffusion de ces données vers les autres États signataires ;
- « mettre en œuvre le "Programme concerté de surveillance et d'évaluation du transport à longue distance des polluants atmosphériques en Europe" » (EMEP), en s'appuyant notamment sur les inventaires harmonisés de la pollution routière de l'air via l'outil « Computer Program to Calculate Emissions from Road Transport ».

## Protocoles
La Convention est complétée par huit protocoles, tous en vigueur :
- Protocole EMEP : c'est une première étape, celle du financement permanent du Programme concerté de surveillance et d’évaluation (EMEP) ; sur la base d'une grille de 50x50km et d'un référentiel méthodologique maintenant précisé par le guide EMEP/CORINAIR Atmospheric Emission Inventory Guidebook (périodiquement mis à jour[7]). Une autre méthode reste possible avec des arguments justificatifs[8],[9] ;
- Protocole d'Helsinki : c'est le premier protocole sur le SO2, aussi dit protocole sur les émissions acides (de soufre), adopté le 8 juillet 1985, entré en vigueur le 2 septembre 1987 et ratifié par la France le 13 mars 1986 (La France a dans ce cadre réduit ses émissions de 60 %, et 12 autres États gros-pollueurs ont réduit les leurs de plus de 50 %) ;
- Protocole de Sofia, adopté le 31 octobre 1988, entrée en vigueur le 14 février 1991 et ratifié par la France le 20 juillet 1989, il engage la France à stabiliser ses émissions de NOx de 1987 à 1994, puis de 30 % de 1980 à 1998 ;
- Protocole de Genève : il vise les composés organiques volatils (COV). Il a été adopté le 18 novembre 1991, est entré en vigueur 29 septembre 1997 et a été ratifié par la France le 12 juin 1997. La France devait dans ce cadre réduire de 30 % des émissions de COV non méthaniques (COVNM) de 1988 à 1999 ;
- Protocole d'Aarhus[10] sur les polluants organiques persistants (POP), adopté le 24 juin 1998 et entré en vigueur le 23 octobre 2003 ;
- Protocole d'Oslo qui est en fait un second protocole sur le SO2, adopté le 14 juin 1994, entré en vigueur le 5 août 1998 et ratification France le 12 juin 1997. La France s'engage dans ce cadre à encore réduire ses émissions (de 868 kt en 2000, de 770 kt en 2005 et de 737 kt en 2010) ;
- Protocole d’Aarhus, sur les métaux lourds, adopté le 24 juin 1998, entré en vigueur le 29 décembre 2003, ratifié par la France le 26 juin 2002, qui est invitée à réduire ses émissions de plomb, cadmium, mercure, dioxines, hydrocarbures aromatiques polycycliques et hexachlorobenzène à des niveaux inférieurs à ceux de 1990 ;
- Protocole de Göteborg : un protocole « multi-polluants/multi-effets », validé à Göteborg le 1er décembre 1999, entré en vigueur le 17 mai 2005 et ratifié par la France le 10 avril 2007. Ce Protocole appréhende conjointement quatre polluants responsables de l'acidification, de l'eutrophisation et dystrophisation et de la pollution photochimique (ozone surtout) en visant leurs effets multiples et synergiques, après de lourds travaux scientifiques, techniques et économiques (modélisation intégrée) ;

## Approche systémique
L'approche est plus systémique qu'écosystémique, et concernant la santé plus toxicologique qu'écotoxicologique. 
La convention tient compte des liens existants entre les compartiments eau, air et sol de l'environnement, et insiste sur « la nécessité d'assurer la surveillance continue des composés chimiques dans d'autres milieux tels que l'eau, le sol et la végétation, et de mettre en œuvre un programme de surveillance analogue pour enregistrer les effets sur la santé et l'environnement » en proposant de s'appuyer sur les « réseaux nationaux de l'EMEP » en les élargissant pour les rendre opérationnels à des fins de lutte et de surveillance à échelle transnationale.

## Voir également
- Convention d'Aarhus

### Cours, documents pédagogiques ou de vulgarisation
- Stéphanie Lacour, Cours de pollution atmosphérique ; Inventaires d’émissions ; CEREA (Centre d’Enseignement et de Recherche sur l’Environnement Atmosphérique) ; Ecole Nationale des Ponts et Chaussées ;

#### La convention
- Convention de Genève sur la pollution atmosphérique transfrontière à longue distance
- Décision 81/462/CEE concernant la conclusion de la convention sur la pollution atmosphérique transfrontière à longue distance
- Position européenne

#### Sur le site du ministère de l'Écologie (France)
- Présentation du plan particules (6 pages)
- Air et pollution atmosphérique
- Décisions européennes prises dans le cadre de cette convention

#### Autres
- Carte mondiale de la pollution de l'air (ESA)
- Pollution du trafic aérien et des aéroports